# Europsko prvenstvo u košarci za žene – Italija 2007.
Europsko prvenstvo u košarci za žene 2007. godine održalo se u Italiji 2007. godine.